# Fonderie Pisano

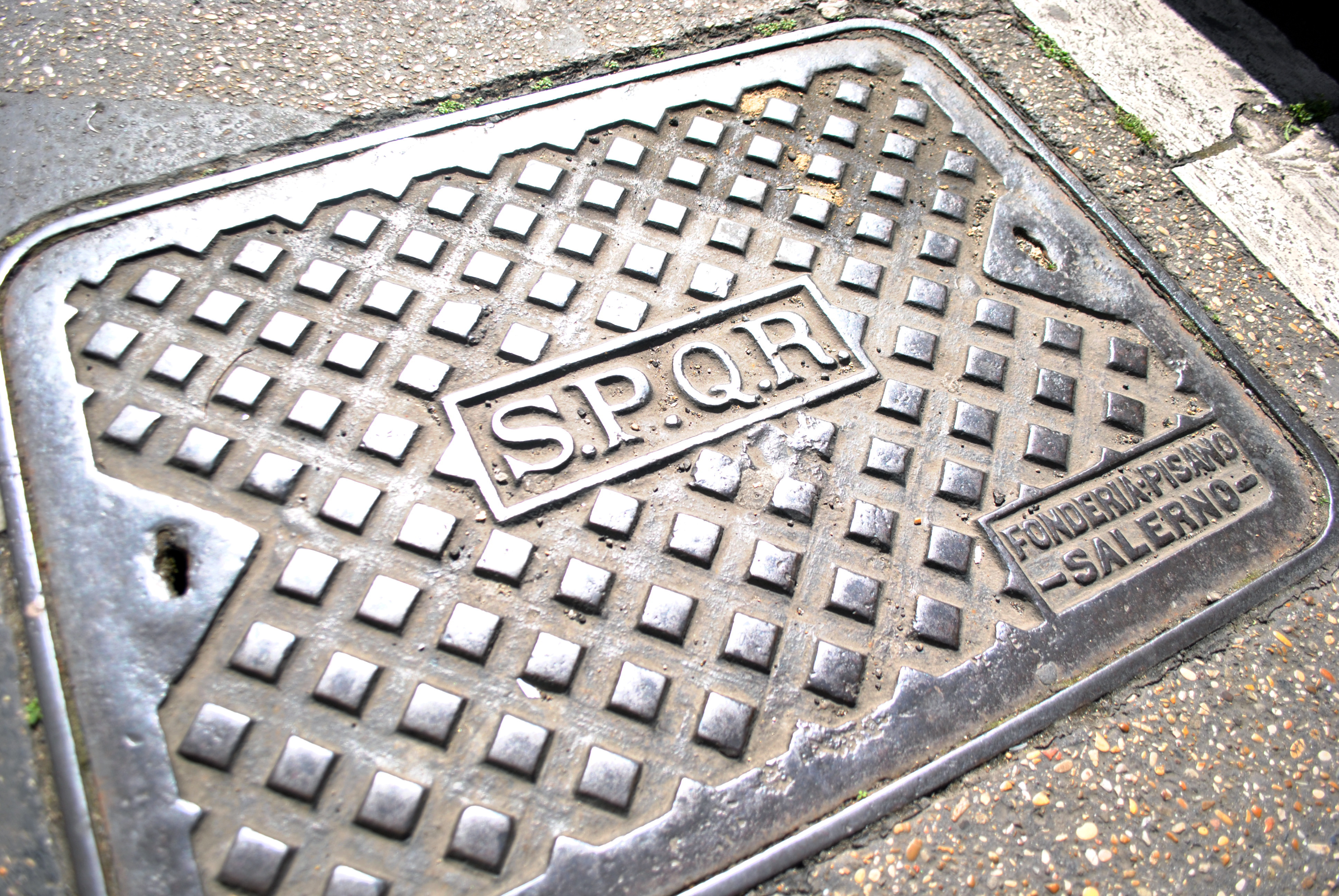
Tombino di Fonderia Pisano, Roma.

La Fonderie Pisano & C. è una società per azioni le cui origini risalgono alla prima metà del XIX secolo, nel Regno delle Due Sicilie. 

## Storia
Nacque come iniziativa artigiana, con il fine di realizzare fusioni in ghisa e bronzo per le industrie tessili della zona. Il primo impianto, di tipo artigianale, fu impiantato nel comune di Baronissi. Successivamente, nel 1900, l'attività produttiva si trasferì a Salerno, presso la stazione ferroviaria, per poi trasferirsi nella parte alta di Fratte, nello stesso comune, dal 1961.
Quello stesso anno divenne una società per azioni (S.p.A.).

## Impatto ambientale
Nel 2007 il tribunale di Salerno ha ritenuto le Fonderie responsabili di danni ambientali e biologici